# Friedrich Christian von Plettenberg
Friedrich Christian von Plettenberg-Lenhausen (Schloss Lenhausen, 8 agosto 1644 – Greven, 6 maggio 1706) è stato un vescovo cattolico tedesco.

## Biografia
Era figlio di Bernhard von Plettenberg e di Odilla. Completò i suoi studi a Orléans nel 1677 e successivamente divenne prevosto di S. Martini in Münster e, nel 1687, vicario generale. Nel 1688 fu eletto vescovo.
Durante il proprio vescovato fece restaurare il castello di Ahaus, realizzando il progetto con l'architetto Gottfried Laurenz Pictorius che già aveva progettato il castello di Nordkirchen.
L'architetto Friedrich Lambert Corfey parlava di lui come di un signore che con la sua abile politica di governo aveva portato a una fioritura di Münster. Lo stesso architetto dovette confessare che Münster non prosperò mai meglio che sotto il suo governo.
Morì il 6 maggio 1706 a Greven. Il suo epitaffio si trova nella cattedrale di San Paolo a Münster.